# Blaise Matuidi
Blaise Matuidi (pronunciación en francés: blɛz ma.tɥi.di; Toulouse, 9 de abril de 1987) es un exfutbolista francés que jugaba en la posición de centrocampista. Su último equipo fue el Inter de Miami de la Major League Soccer con el que se retiró en 2022.

## Trayectoria

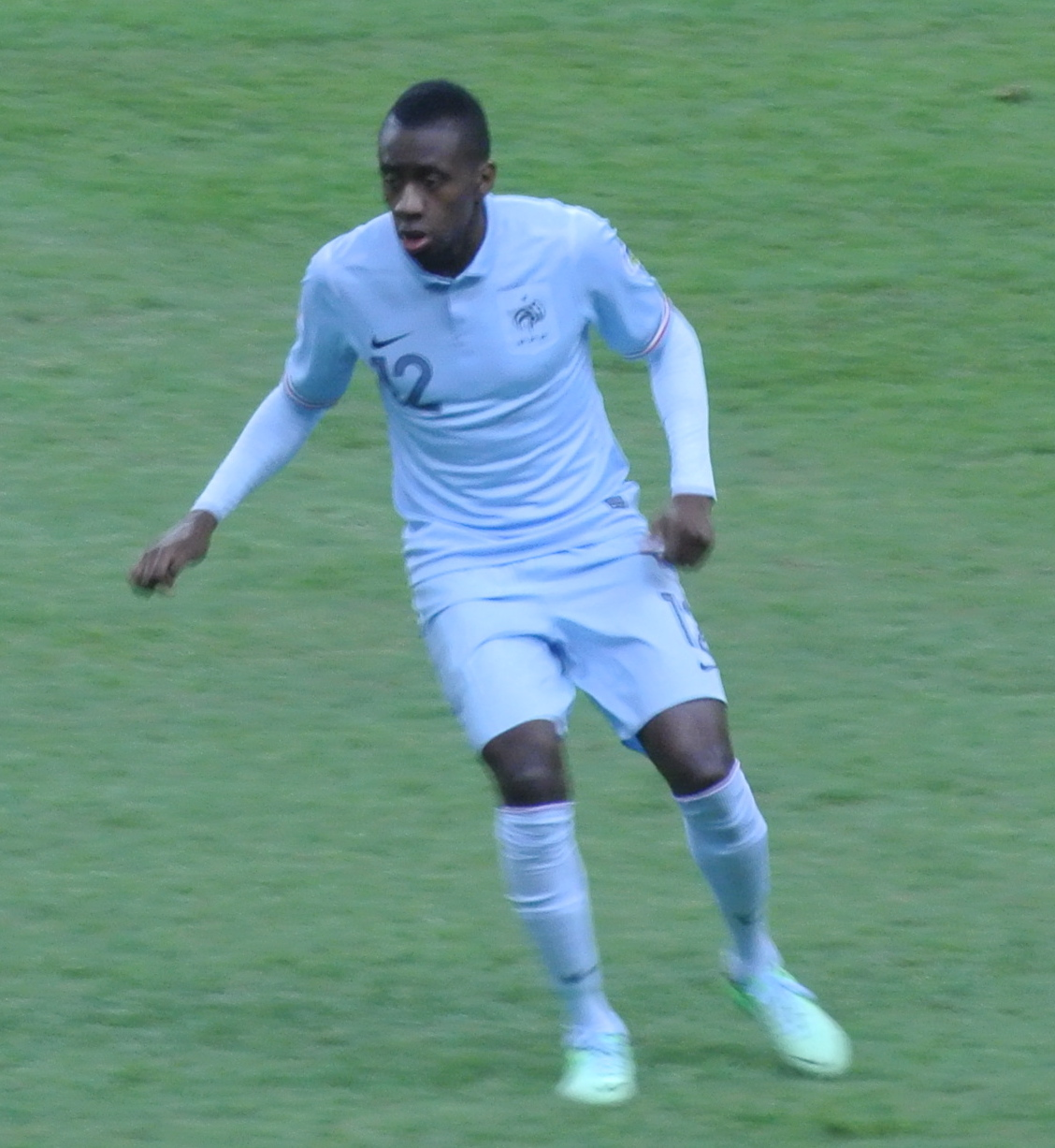
Matuidi jugando para Francia

### Inicios
Matuidi nació en Alto Garona en Toulouse de padre angoleño y madre congoleña. Tiene otros cuatro hermanos, donde se criaron en el suburbio parisino de Fontenay-sous-Bois. En él, creció una atracción hacia el fútbol al ver jugar al París Saint-Germain y se convirtió en un admirador del exatacante del PSG Jay-Jay Okocha. Comenzó su carrera futbolística a la edad de seis años jugando para el club de su ciudad natal el U. S. Fontenay-sous-Bois.
Después de cinco años en el Fontenay, se unió al Vincennois en las cercanías de Vincennes, donde fue compañero de Yacine Brahimi durante un año. En 1999, fue calificado como uno de los mejores jugadores de la región de la Isla de Francia y posteriormente fue seleccionado para asistir a la academia de Clairefontaine, se formó en la academia durante tres temporadas, jugando ahí durante la semana, mientras que al mismo tiempo jugaba para el Vincennes los fines de semana.
En 2001, dejó al Vincennes para firmar con el club semiprofesional U. S. Créteil; pasó cuatro años en la cantera del club convirtiéndose rápidamente en uno de los jugadores más buscados del club. A pesar de recibir una oferta interesante de los dos veces campeones defensores el Olympique Lyonnais, pero finalmente en 2004, firmó con el Troyes.

### París Saint-Germain F. C.
El 25 de julio de 2011, el club francés París Saint-Germain, confirmó que había firmado un contrato por tres años reemplazando al retirado Claude Makélélé. La tasa de transferencia no fue revelada, pero se estimó que fue por 7,5 millones de euros más incentivos futuros. Fue presentado a los medios de comunicación el mismo día junto a su compatriota y compañero de equipo Jérémy Ménez y se le fue asignado el dorsal número 14. Hizo su debut en la liga el 6 de agosto de 2011 donde el París Saint-Germain cayó 0-1 contra el equipo de Lorient.

### Juventus de Turín
En agosto de 2017 fue fichado por la Juventus de Turín por una cantidad de 29 millones de euros pagaderos en tres años. Su debut oficial con la camiseta del cuadro italiano se produjo el 19 de agosto en la victoria por 3-0 sobre el Cagliari Calcio.
El 12 de agosto de 2020 el club turinés anunció su marcha del club. Al día siguiente se hizo oficial su fichaje por el Inter de Miami. No fue incluido en la plantilla para competir en la Major League Soccer 2022, dejó la franquicia al término de la misma y anunció su retirada.

## Selección nacional

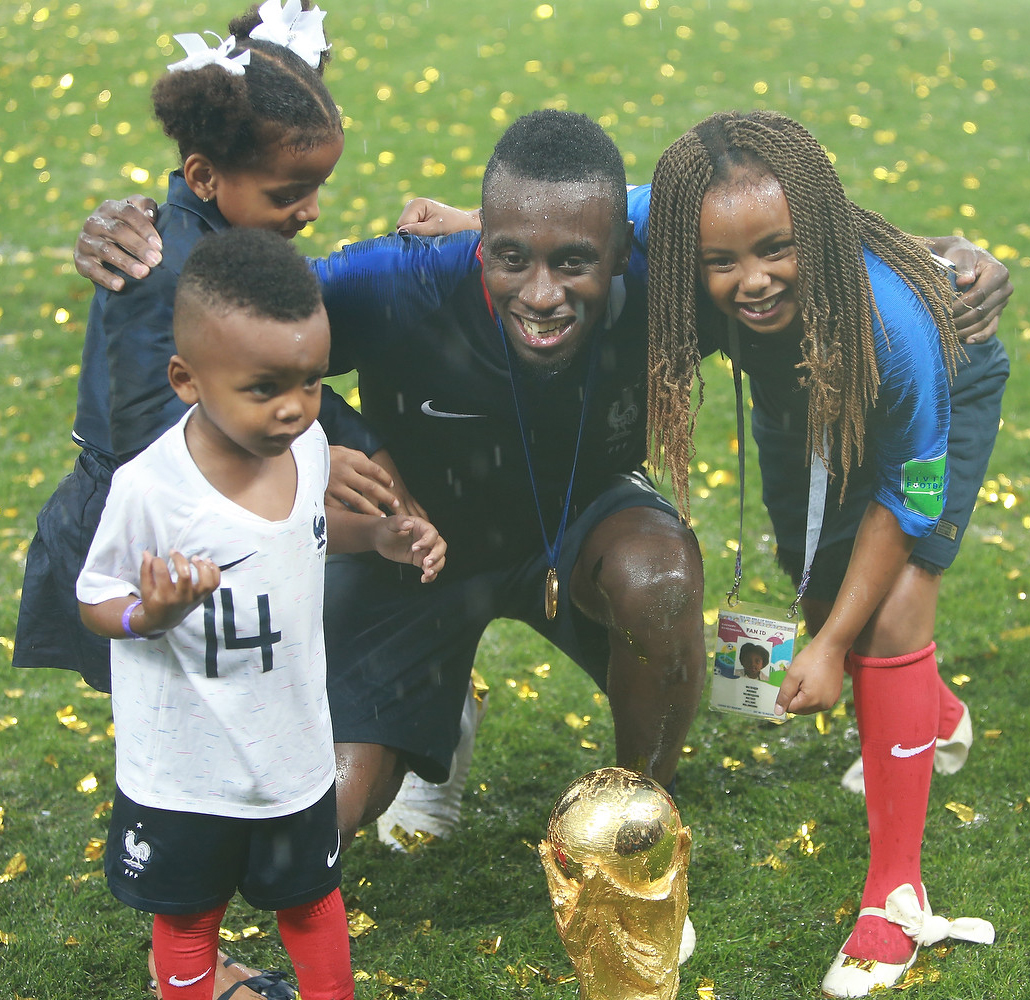
Matuidi y sus hijos tras ganar el Mundial de Rusia

Fue internacional con la selección de fútbol de Francia en las categorías sub-19 y sub-21. Con la selección absoluta ha disputado 84 partidos y ha marcado 9 goles. Debutó el 7 de septiembre de 2010 en un encuentro ante la selección de Bosnia y Herzegovina que finalizó con marcador de 2-0 a favor de los franceses. El 5 de marzo de 2014, anotó su primer gol internacional y el segundo en el marcador con el que la selección francesa derrotó 2-0 a la selección neerlandesa. El 13 de mayo de 2014, el entrenador de la selección francesa Didier Deschamps lo incluyó en la lista final de 23 jugadores que representaron a Francia en la Copa Mundial de 2014.
El 17 de mayo de 2018, el seleccionador Didier Deschamps lo incluyó en la lista de 23 para el Mundial. Fue un jugador importante en el mediocampo de la selección de Francia que se consagró campeona del mundo.

### Participaciones en Copas del Mundo
| Mundial                        | Sede   | Resultado        | Partidos | Goles |
| ------------------------------ | ------ | ---------------- | -------- | ----- |
| Copa Mundial de Fútbol de 2014 | Brasil | Cuartos de final | 5        | 1     |
| Copa Mundial de Fútbol de 2018 | Rusia  | Campeón          | 5        | 0     |

### Participaciones en Eurocopas
| Eurocopa      | Sede              | Resultado        | Partidos | Goles |
| ------------- | ----------------- | ---------------- | -------- | ----- |
| Eurocopa 2012 | Polonia y Ucrania | Cuartos de final | 0        | 0     |
| Eurocopa 2016 | Francia           | Subcampeón       | 7        | 0     |

## Estadísticas

### Clubes
Actualizado hasta el final de su carrera deportiva.
| Club                              | Temporada     | Div.          | Liga  | Liga  | Liga   | Copas nacionales | Copas nacionales | Copas nacionales | Copas internacionales | Copas internacionales | Copas internacionales | Total | Total | Total  |
| Club                              | Temporada     | Div.          | Part. | Goles | Asist. | Part.            | Goles            | Asist.           | Part.                 | Goles                 | Asist.                | Part. | Goles | Asist. |
| --------------------------------- | ------------- | ------------- | ----- | ----- | ------ | ---------------- | ---------------- | ---------------- | --------------------- | --------------------- | --------------------- | ----- | ----- | ------ |
| E. S. Troyes A. C. Francia        | 2004-05       | 2.ª           | 2     | 0     | 0      | 1                | 0                | 0                | —                     | —                     | —                     | 3     | 0     | 0      |
| E. S. Troyes A. C. Francia        | 2005-06       | 1.ª           | 31    | 1     | 1      | 0                | 0                | 0                | —                     | —                     | —                     | 31    | 1     | 1      |
| E. S. Troyes A. C. Francia        | 2006-07       | 1.ª           | 34    | 3     | 1      | 1                | 0                | 0                | —                     | —                     | —                     | 35    | 3     | 1      |
| E. S. Troyes A. C. Francia        | Total club    | Total club    | 67    | 4     | 2      | 2                | 0                | 0                | —                     | —                     | —                     | 69    | 4     | 2      |
| A. S. Saint-Étienne Francia       | 2007-08       | 1.ª           | 35    | 0     | 1      | 2                | 0                | 0                | —                     | —                     | —                     | 37    | 0     | 1      |
| A. S. Saint-Étienne Francia       | 2008-09       | 1.ª           | 27    | 2     | 1      | 3                | 0                | 0                | 9                     | 0                     | 1                     | 39    | 2     | 2      |
| A. S. Saint-Étienne Francia       | 2009-10       | 1.ª           | 36    | 1     | 1      | 5                | 0                | 0                | —                     | —                     | —                     | 41    | 1     | 1      |
| A. S. Saint-Étienne Francia       | 2010-11       | 1.ª           | 34    | 0     | 2      | 3                | 0                | 0                | —                     | —                     | —                     | 37    | 0     | 2      |
| A. S. Saint-Étienne Francia       | Total club    | Total club    | 132   | 3     | 5      | 13               | 0                | 0                | 9                     | 0                     | 1                     | 154   | 3     | 6      |
| Paris Saint-Germain F. C. Francia | 2011-12       | 1.ª           | 29    | 1     | 1      | 2                | 0                | 0                | 4                     | 0                     | 0                     | 35    | 1     | 1      |
| Paris Saint-Germain F. C. Francia | 2012-13       | 1.ª           | 37    | 5     | 0      | 6                | 1                | 0                | 9                     | 2                     | 1                     | 52    | 8     | 1      |
| Paris Saint-Germain F. C. Francia | 2013-14       | 1.ª           | 36    | 5     | 3      | 7                | 1                | 1                | 9                     | 1                     | 3                     | 52    | 7     | 7      |
| Paris Saint-Germain F. C. Francia | 2014-15       | 1.ª           | 34    | 4     | 2      | 9                | 0                | 2                | 10                    | 1                     | 1                     | 53    | 5     | 5      |
| Paris Saint-Germain F. C. Francia | 2015-16       | 1.ª           | 31    | 4     | 6      | 8                | 1                | 1                | 9                     | 0                     | 2                     | 48    | 5     | 9      |
| Paris Saint-Germain F. C. Francia | 2016-17       | 1.ª           | 34    | 4     | 4      | 10               | 1                | 2                | 8                     | 2                     | 1                     | 52    | 7     | 7      |
| Paris Saint-Germain F. C. Francia | 2017-18       | 1.ª           | 2     | 0     | 0      | 1                | 0                | 0                | —                     | —                     | —                     | 3     | 0     | 0      |
| Paris Saint-Germain F. C. Francia | Total club    | Total club    | 203   | 23    | 16     | 43               | 4                | 6                | 49                    | 6                     | 8                     | 295   | 33    | 30     |
| Juventus F. C. · Italia           | 2017-18       | 1.ª           | 32    | 3     | 2      | 5                | 0                | 1                | 9                     | 1                     | 0                     | 46    | 4     | 3      |
| Juventus F. C. · Italia           | 2018-19       | 1.ª           | 31    | 3     | 2      | 2                | 0                | 0                | 9                     | 0                     | 1                     | 42    | 3     | 3      |
| Juventus F. C. · Italia           | 2019-20       | 1.ª           | 35    | 0     | 0      | 5                | 0                | 0                | 5                     | 1                     | 0                     | 45    | 1     | 0      |
| Juventus F. C. · Italia           | Total club    | Total club    | 98    | 6     | 4      | 12               | 0                | 1                | 23                    | 2                     | 1                     | 133   | 8     | 6      |
| Inter de Miami Estados Unidos     | 2020          | 1.ª           | 16    | 1     | 0      | —                | —                | —                | —                     | —                     | —                     | 16    | 1     | 0      |
| Inter de Miami Estados Unidos     | Total club    | Total club    | 16    | 1     | 0      | 0                | 0                | 0                | 0                     | 0                     | 0                     | 16    | 1     | 0      |
| Total carrera                     | Total carrera | Total carrera | 516   | 37    | 27     | 70               | 4                | 7                | 81                    | 8                     | 10                    | 667   | 49    | 44     |
| 1. 2.                             |               |               |       |       |        |                  |                  |                  |                       |                       |                       |       |       |        |

### Selección
| Selección | Temporada | Amistosos | Amistosos | Amistosos | Europa | Europa | Europa | Mundial | Mundial | Mundial | Total | Total | Total  |
| Selección | Temporada | Part.     | Goles     | Asist.    | Part.  | Goles  | Asist. | Part.   | Goles   | Asist.  | Part. | Goles | Asist. |
| --------- | --------- | --------- | --------- | --------- | ------ | ------ | ------ | ------- | ------- | ------- | ----- | ----- | ------ |
| Francia   | 2010      | 0         | 0         | 0         | 1      | 0      | 0      | -       | -       | -       | 1     | 0     | 0      |
| Francia   | 2011      | 3         | 0         | 0         | -      | -      | -      | -       | -       | -       | 3     | 0     | 0      |
| Francia   | 2012      | 2         | 0         | 0         | 0      | 0      | 0      | 3       | 0       | 0       | 5     | 0     | 0      |
| Francia   | 2013      | 4         | 0         | 0         | -      | -      | -      | 6       | 0       | 0       | 10    | 0     | 0      |
| Francia   | 2014      | 8         | 3         | 2         | -      | -      | -      | 5       | 1       | 0       | 13    | 4     | 2      |
| Francia   | 2015      | 9         | 2         | 1         | -      | -      | -      | -       | -       | -       | 9     | 2     | 1      |
| Francia   | 2016      | 4         | 2         | 1         | 7      | 0      | 1      | 3       | 0       | 0       | 14    | 2     | 2      |
| Francia   | 2017      | 3         | 0         | 0         | -      | -      | -      | 3       | 1       | 1       | 6     | 1     | 1      |
| Francia   | 2018      | 6         | 0         | 1         | 4      | 0      | 2      | 5       | 0       | 0       | 15    | 0     | 3      |
| Francia   | 2019      | 1         | 0         | 0         | 6      | 0      | 1      | -       | -       | -       | 7     | 0     | 1      |
| Total     | Total     | 40        | 7         | 5         | 18     | 0      | 4      | 26      | 2       | 1       | 84    | 9     | 10     |

## Palmarés

### Títulos nacionales
| Título                     | Club                      | País    | Año     |
| -------------------------- | ------------------------- | ------- | ------- |
| Ligue 1                    | París Saint-Germain F. C. | Francia | 2012-13 |
| Supercopa de Francia       | París Saint-Germain F. C. | Francia | 2013    |
| Copa de la Liga de Francia | París Saint-Germain F. C. | Francia | 2013-14 |
| Ligue 1                    | París Saint-Germain F. C. | Francia | 2013-14 |
| Supercopa de Francia       | París Saint-Germain F. C. | Francia | 2014    |
| Copa de la Liga de Francia | París Saint-Germain F. C. | Francia | 2014-15 |
| Ligue 1                    | París Saint-Germain F. C. | Francia | 2014-15 |
| Copa de Francia            | París Saint-Germain F. C. | Francia | 2014-15 |
| Supercopa de Francia       | París Saint-Germain F. C. | Francia | 2015    |
| Ligue 1                    | París Saint-Germain F. C. | Francia | 2015-16 |
| Copa de la Liga de Francia | París Saint-Germain F. C. | Francia | 2015-16 |
| Copa de Francia            | París Saint-Germain F. C. | Francia | 2015-16 |
| Supercopa de Francia       | París Saint-Germain F. C. | Francia | 2016    |
| Copa de la Liga de Francia | París Saint-Germain F. C. | Francia | 2016-17 |
| Copa de Francia            | París Saint-Germain F. C. | Francia | 2016-17 |
| Supercopa de Francia       | París Saint-Germain F. C. | Francia | 2017    |
| Copa Italia                | Juventus F. C.            | Italia  | 2017-18 |
| Serie A                    | Juventus F. C.            | Italia  | 2017-18 |
| Supercopa de Italia        | Juventus F. C.            | Italia  | 2018    |
| Serie A                    | Juventus F. C.            | Italia  | 2018-19 |
| Serie A                    | Juventus F. C.            | Italia  | 2019-20 |

### Títulos internacionales
| Título                 | Club (*)             | País  | Año  |
| ---------------------- | -------------------- | ----- | ---- |
| Copa Mundial de Fútbol | Selección de Francia | Rusia | 2018 |

### Distinciones individuales
| Distinción                    | Año     |
| ----------------------------- | ------- |
| Equipo del Año de la Ligue 1. | 2012-13 |
| Futbolista Francés del Año.   | 2015    |
| Equipo del Año de la Ligue 1. | 2015-16 |